# Graf Zeppelin (1938)
El Graf Zeppelin fue un portaaviones (Flugzeugträger «A») de la Kriegsmarine, nombrado en honor del Graf (conde) Ferdinand von Zeppelin. Fue el único portaaviones alemán durante la Segunda Guerra Mundial. Su construcción fue ordenada el 16 de noviembre de 1935 y su quilla fue puesta el 28 de diciembre de 1936 en los astilleros Deutsche Werke de Kiel. Fue botado el 8 de diciembre de 1938, pero nunca fue completado ni puesto en servicio, y por supuesto nunca entró en combate.
Al finalizar la Primera Guerra Mundial y tras la firma del Tratado de Versalles (1919), Alemania no podía acceder a la construcción de portaaviones. Aun así, en 1933 Wilhelm Hacelar diseñó uno con dotaciones para 50 aviones —28 bombarderos y 22 cazas—. La falta de conocimientos en este terreno provocó que la construcción sufriera importantes retrasos. Por otra parte, la construcción masiva de submarinos fue otro de los factores que impidió la terminación de este buque. Unos meses antes de que concluyesen las hostilidades, y sin que hubiera finalizado su construcción, el portaaviones fue hundido. La Unión Soviética lo llegó a reflotar, pero fue hundido de nuevo como barco objetivo.

## Planificación y construcción

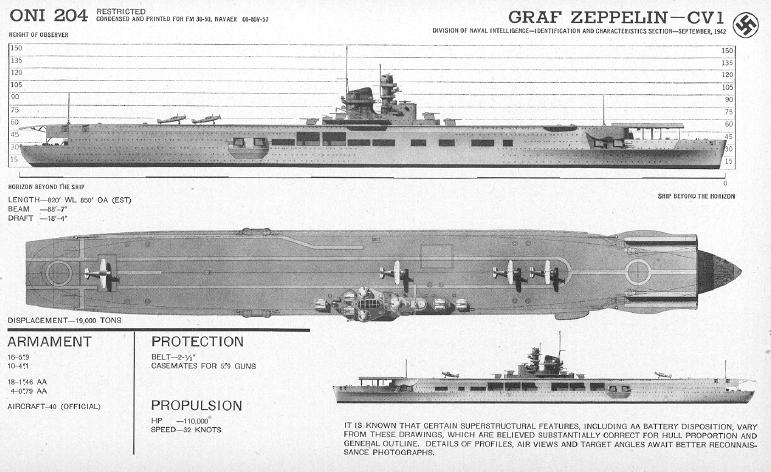
Diagrama de identificación estadounidense del Graf Zeppelin, aunque presenta errores en el diseño y armamento debido a la escasa información disponible entonces

Una comisión alemana fue enviada a Japón a examinar cuidadosamente el portaaviones Akagi.
La clase Graf Zeppelin era una idea de la Kriegsmarine a mediados de la década de 1930. A partir de 1933, la Kriegsmarine comenzó a examinar la posibilidad de adquirir portaaviones. El Acuerdo naval anglo-alemán de 1935 permitía a Alemania construir portaaviones hasta un desplazamiento total de 38.500 toneladas. En 1935, Adolf Hitler anunció que Alemania construiría portaaviones para reforzar a la Kriegsmarine. Las quillas de dos fueron puestas al siguiente año. Dos años más tarde, el gran almirante Erich Raeder presentó un ambicioso programa naval llamado Plan Z, según el cual, entre otros buques se debían construir cuatro portaaviones de 20 000 t hasta 1945. En 1939 se revisó el plan, reduciéndose a dos.
La idea era que la Kriegsmarine contará con un portaaviones y que este protegiera a la escuadra alemana que patrullará el Mar del Norte y Atlántico con la misión de interceptar los convoyes de suministros británicos. Se contemplaba un portaviones que diera a la flota la capacidad de exploración que los aviones basados en tierra no contaban entonces.
Mucha gente en la Armada alemana veía un portaviones como un buque muy vulnerable, y basándose en los diseños ingleses y americanos solicitaron que estuvieran bien armados y protegidos. Dentro de la marina tuvo lugar un debate acerca de la construcción de portaviones puros contra portaviones-crucero híbridos basados en el diseño sueco del crucero  HSwMS Gotland. Este era un crucero de 5500 toneladas con una cubierta de vuelo equipada con una catapulta de aire comprimido y que podía llevar ocho aviones, más tres en un hangar bajo el puente. Con capacidad de cargar 100 minas, era un desarrollo interesante para la Kriegsmarine en caso de guerra contra las rutas mercantes. 
La marina alemana había mantenido una política de no asignar nombres a los barcos hasta su botadura. El primer portaaviones alemán, construido como «Flugzeugträger A» («portaaviones A»), fue llamado «Graf Zeppelin» al ser botado en 1938. El segundo portaaviones llevó únicamente el título de «Flugzeugträger B», ya que nunca fue botado, aunque se barajaron varios nombres, entre ellos el de «Peter Strasser».
El interés de Hitler por los portaaviones era escaso, y tras la caída en desgracia de la Kriegsmarine, la construcción de navíos quedó detenida. Además, el mariscal Hermann Göring, comandante en jefe de la Luftwaffe, se negaba a admitir ninguna disminución de su autoridad como jefe de la potencia aérea alemana, y frustró los planes de Raeder siempre que pudo. Dentro de su propio servicio, Raeder encontró oposición en el almirante Karl Dönitz. El portaaviones fue malogrado por la escasez de recursos, el poco interés del alto mando, el rechazo que el proyecto generaba dentro de la propia Kriegsmarine y a la oposición frontal de Hermann Göring. El proyecto adolecía de errores de diseño debidos a la inexperiencia, que llevaron a un aumento de peso que obligó a modificar los planos para reforzar la estructura del buque. Además tampoco estaba claro si utilizar el portaviones para atacar al enemigo, dar cobertura aérea a otras unidades navales o si tendría que combatir con otros buques y por ello debía dotarse de abundante armamento. 

### Ala aérea
La Luftwaffe gestionaba todo lo relacionado con el componente aéreo, y pronto decidió que el ala embarcada debía componerse de tres tipos básicos: avión de reconocimiento-torpedero, avión de bombardeo en picado y avión de caza. Inicialmente se probaron como aviones el Heinkel He-50 como bombardero en picado , el Arado Ar-195 como torpedero y el Arado Ar-197 como caza. Se decidió en 1937 que se equiparía al portaviones con aviones modernos Messerschmitt Bf-109 y Junkers Ju-87 Stuka, en concreto versiones navalizadas T (Träger portaaviones en alemán). El Bf-109T se basaba en el Bf-109E-3 y el Ju-87T en el Ju-87C. Unos 60 Bf-109T-2 y 120 Ju-87T (en realidad Ju-87C/E según la denominación oficial) llegaron a construirse, pero se destinaron a otras unidades. Adaptar modelos de la Luftwaffe implicaba pagar un precio, por ejemplo su autonomía no igualaba la de aviones navales equivalentes. Otro inconveniente de adoptar aviones terrestres era sus largas carreras de despegue, en caso de haber entrado en operaciones se hubiera visto si eran un problema. Se contemplaban modificaciones en los Ju-87T para que pudieran emplear torpedos. Aunque el portaaviones no estuvo operativo se llegaron a realizar pruebas, tanto de despegue como de aterrizaje para operar sobre la cubierta de un portaaviones en las instalaciones de pruebas experimentales de la Luftwaffe en Travemünde. El resultado fue bueno para el Ju-87T , pero el Bf-109T mostró problemas tanto en despegues como en aterrizaje. Las pruebas mostraron los defectos ya conocidos acerca de la mala visibilidad frontal del Bf-109 y Ju-87, pero esto no se consideró algo insalvable, y sobre todo valieron para desarrollar técnicas adecuadas para las operaciones de aterrizaje en portaviones con ganchos y cables de frenada.

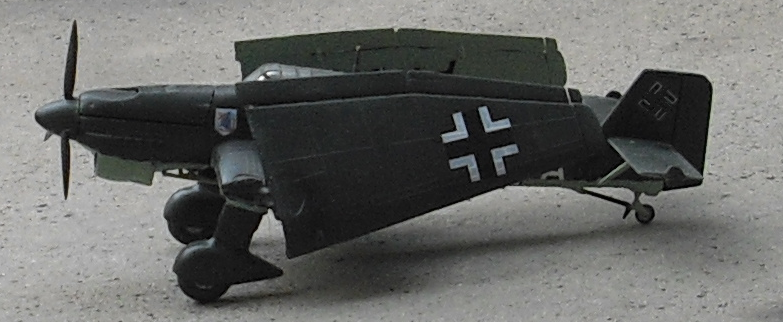
representación de un Junkers Ju-87C.

En agosto de 1939 ya estaban formadas las escuadrillas navales de la Luftwaffe, englobadas en el Trägergruppe II/186. Se esperaba recibir los Bf-109T, Ju-87T y Fi-167 de manera inminente para estar en verano de 1940 haciendo pruebas en el portaviones. La guerra cambió esos planes. En 1942 se decidió completar el portaaviones, pero el Bf-109T y Ju-88T estaban ya superados. Messerschmitt presentó el nuevo Me-155, basado en el Me-109G. Los alemanes diseñaron un avión específico para portaaviones, el biplano Fi-167. Era un avión de observación y torpedero que se comportó excelentemente en las pruebas de aterrizaje y despegue. Solo se construyeron una docena de unidades al considerarlo obsoleto en 1942. Los Ju-87 tomaron entonces el rol de avión de exploración y se abandonó la intención de contar con torpederos.
En teoría el portaaviones habría embarcado entre 40 y 60 aviones. El grupo aéreo embarcado aparentemente no era el más apto y el sistema de catapultas de aire comprimido podía haber creado problemas en el uso en combate. Tampoco se sabe cómo se hubiera comportado el sistema de frenado. Curiosamente la cooperación japonesa no pareció haberse extendido al detalle de estos aspectos operacionales, tampoco al de aviones navales.

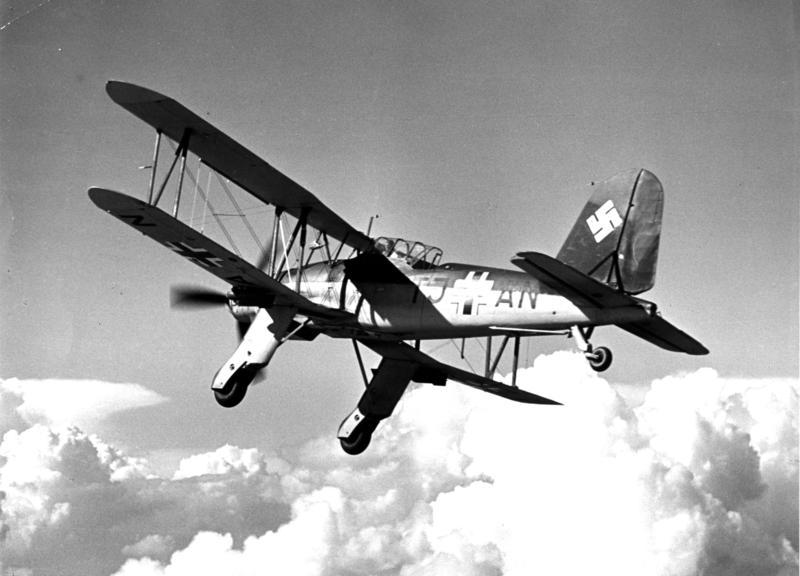
Uno de los Fieseler Fi-167A-0 construidos

Se estima que a bordo hubiera llevado 20 Messerschmitt Bf-109T, 20 bombarderos en picado Junkers Ju 87 y 10 Fieseler Fi 167. La composición exacta del grupo aéreo embarcado nunca quedó clara. En el primer proyecto se indicaban 12 Ju 87T y 30 cazas Me 109T; pero en el proyecto final se cambió a 30 Ju 87T y solamente 12 Me 109T. Según algunas fuentes inicialmente se había pensado en llevar 18 Fi 167, 13 Ju 87 y 10 Bf 109, transportándose los Fi 167 en el hangar inferior y los demás aviones en cada mitad del hangar superior. La composición del ala aérea estaba condicionada por el papel esperado inicialmente del Graf Zeppelin de realizar exploración marítima pero la doctrina de portaaviones en otros países pasó a misiones ofensivas forzando cambios en el ala aérea.
Para hacer despegar a los aviones se instaló un sistema de catapulta. Cada catapulta de aire comprimido era capaz de lanzar hasta 9 aviones antes de recargarse, pero el periodo de recarga posterior podía llegar a ser de hasta 50 minutos. En caso de haber entrado en combate no está claro como estaba previsto el despegue en caso de necesidad entre esos periodos de recarga. EE. UU. y Gran Bretaña empleaban catapultas de vapor, sin problema de tiempo entre recargas. En estos países las catapultas se empleaban cuando los aviones llevasen cargas muy pesadas o en condiciones meteorológicas muy adversas.

### Diseño
Los documentos del Proyecto Ausonia de la Primera Guerra Mundial no se pudieron utilizar porque no se pudieron encontrar. Ante la falta de experiencia en portaaviones los ingenieros se basaron en el portaaviones HMS Courageous. En 1935 tuvieron acceso al Akagi tras una visita a los astilleros de Japón. Los japoneses no ocultaron nada en lo referente al diseño del Akagi, pero ocultaron que lo consideraban ya obsoleto y se disponían a su reconstrucción para poder operar aviones más modernos. Como consecuencia de la visita a Japón se incluyó un ascensor central en la cubierta y otras modificaciones menores. En el Graf Zeppelin los hangares y la cubierta de vuelo formaban parte integral del casco. Curiosamente en la misma época los ingleses diseñaban el HMS Ark Royal, primer portaaviones diseñado desde el inicio como tal y en el que los hangares y la torre de mando formaban también parte integral del casco. Muchos de lo defectos de diseño del portaviones parecen haber venido de los defectos de diseño de los portaviones ingleses en que se basó su diseño.
El portaaviones se diseñó equipado con 4 turbinas a vapor que se estimaba le darían una potencia total de 200 000 HP. Sus dimensiones eran de 262,5 m de eslora y 31,5 m de manga. La cubierta de vuelo medía 244 m de largo y hubiera estado equipada con  dos catapultas de aire comprimido de fabricación alemana. Bajo la cubierta de vuelo se encontraban dos hangares, uno encima del otro. El hangar superior medía 185 m de largo y 16 m de ancho mientras que el inferior tenía 172 m de largo por 16 m de ancho. Los hangares se comunicaban con la cubierta de vuelo a través de ascensores eléctricos capaces de elevar entre 5 y 6 toneladas. El diseño final tenía tres ascensores: uno cerca de la proa, otro en medio del barco y uno a popa. Su forma era octogonal, de unas dimensiones de 13 metros por catorce.

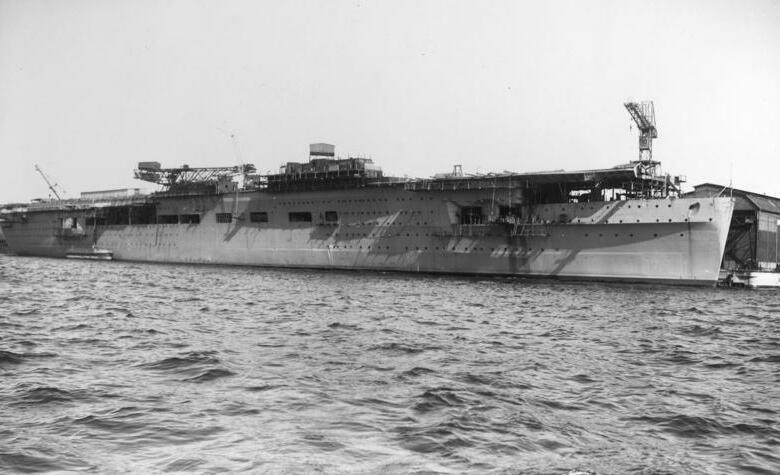
Imagen del portaviones en junio de 1939.

El diseño del Graf Zeppelin contemplaba una buena protección, igual a la de un crucero ligero. El buque contaba con un blindaje de 100 mm de espesor en las bandas, 150 mm en la proa, 80 mm en la popa, 20 mm en la cubierta de vuelo y 400 bajo la línea de flotación. El armamento defensivo se componía de dos cañones dobles SK C/28 de 150 mm. (uno a proa y otro a popa), seis montajes dobles de cañones SK C/33 de 103 mm., once baterías antiaéreas con montajes dobles de 37 mm. y ocho cañones de 20 mm. Con el rediseño de 1942 los cañones de 20 mm. se cambiaron a montajes cuádruples. El armamento defensivo muestra la falta de experiencia en operación de portaviones y la confusión existente en aquellos años en todo el mundo sobre el papel de los portaviones. En la primavera de 1940 se desmontaron sus piezas de artillería ya que se necesitaban en otros lugares. La tripulación hubiera requerido 1760 personas.
Debido a las limitaciones del tratado con el Reino Unido se declaró un tonelaje de 19 250 toneladas estándar, aunque el proyecto calculaba 23 450. Solo el peso total del blindaje se estimó en unas 5000 toneladas. El peso de los cañones de 150 y 103 mm. y todo su equipo asociado se estimó en unas 700-800 toneladas. Su desplazamiento en combate se calcula que hubiera estado alrededor de 31 400 toneladas. Cuando en mayo de 1942 se decidió reanudar la construcción se incluyeron modificaciones estructurales para ponerlo al día que hubieran aumentado el peso.

### Contexto general
Alemania construyó su portaaviones sin tener ninguna experiencia en su operación. El caso más parecido era Francia y su portaaviones Bearn . Para entender el diseño del Graf Zeppelin y los retos a los que se enfrentaba hay que ver la evolución del portaviones.
- Como consecuencia de la Primera Guerra Mundial surgió la  primera generación. Estos portaaviones, debido a la inexperiencia, eran realmente mediocres. Inglaterra lideró el cambio y EE. UU. y Japón les imitaron. El USS Langley sólo fue bueno como banco de pruebas de la aviación naval de EE. UU. El  Hosho era demasiado pequeño para operar con aviones más modernos. Los británicos (Argus, Eagle y Hermes) eran algo mejores, pero al igual que sus compañeros de generación eran lentos y de capacidad limitada.

- La segunda generación se compuso de cruceros y acorazados convertidos en portaaviones debido al Tratado Naval de Washington. Empleaban cascos de diseños grandes y rápidos, y por ello su rendimiento mejoró. Sin embargo su capacidad de llevar aviones era pequeña con respecto a su desplazamiento. Debido a las inercias en pensamiento naval montaban baterías de artillería que se mostraron inútiles cuando llegó la hora de la verdad. El Graf Zeppelin tomó como modelo a los buques de esta generación.[11]

- La tercera fue la diseñada inmediatamente anterior a la guerra. Lo cambios tecnológicos se sucedían muy rápido y esto afectaba también a los portaaviones. Eran barcos contemporáneos del Graf Zeppelin pero construidos con base en 20 años de pruebas. De tamaño menor o igual a la anterior generación llevaban más aviones. Cuando llegó la guerra estos barcos serían los que dieron buen resultado. Los japoneses y norteamericanos habían experimentado con portaaviones pequeños y volvieron a grandes buques. En el momento en que se diseñó el Graf Zeppelin estos diseños no eran conocidos.

En aquella época las idea y conceptos acerca de la aviación naval no estaban muy claros, como muestra el concepto del crucero-portaviones entonces de moda y que se mostró un fiasco. Los alemanes llegaron a las mismas conclusiones acerca del diseño de un portaaviones que otros países, basándose en experimentación en túneles de viento y tanques de agua. Sin embargo las peculiaridades del clima del mar del Norte se notarían en el diseño final. El diseño con doble hangar cerrado y blindado protegía a los aviones pero limitaba mucho el número de aviones que podía embarcar y añadía sobrepeso a la estructura. Esto había sido ya solucionado en sus contemporáneos de tercera generación. Siguiendo el modelo inglés los depósitos contenían combustible de aviación insuficiente para que su dotación estimada de 42 aviones pudiera realizar periodos de actividad intensa sin recurrir al reaprovisionamiento en alta mar. Conceptualmente los diseñadores alemanas confiaron en la velocidad y armamento antiaéreo como mejor defensa de un portaaviones cuando para otros países no estaba tan claro.
Por último no debe olvidarse que la Kriegsmarine diseñó al Graf Zeppelin como barco experimental. Se trataba de ganar experiencia con portaaviones que pudiera aplicarse a los que debían seguirle. Si hubiera entrado en servicio seguramente hubiesen aparecido todo tipo de problemas que hubieran desaconsejado su entrada en combate. Solo resolver las incidencias normales en un nuevo portaviones llevaba meses a las marinas que operaban portaaviones antes de 1939. Además sacarlo al mar en operaciones de combate hubiera requerido que Alemania dispusiera de los barcos de escolta suficientes para componer un grupo de combate. La Kriegsmarine debió cubrir muchos frentes y hacer frente a muchas perdidas, parece dudoso que en caso de haber entrado en servicio se hubiera llegado a plantearse un grupo de combate en torno a un portaaviones. Además en caso de haber entrado en servicio hubiera sido blanco prioritario para la Royal Navy. Las limitaciones de la Kriegsmarine demostraron que era más realista seguir la estrategia de Dönitz de ahogar y aislar al Reino Unido hundiendo mercantes que la de Raeder de buscar un dominio naval, en la que encajaba el Graf Zeppelin.

## 1941-1945

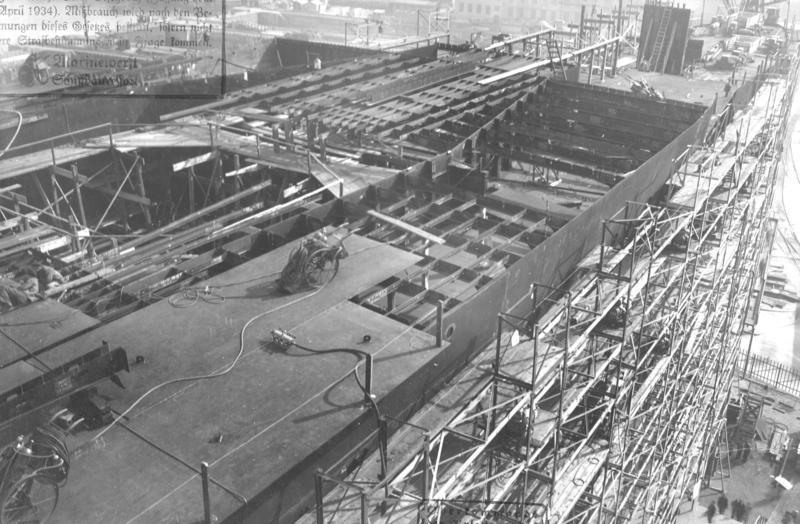
Construcción en Kiel, 1938.

En mayo de 1941, Raeder todavía era optimista sobre el proyecto e informó a Hitler que el Graf Zeppelin, que para entonces estaba construido aproximadamente en un 85%, se completaría aproximadamente en un año y sería necesario otro año para las pruebas de mar y los ensayos de vuelo. Raeder siguió presionando a Hitler para asegurar que los portaaviones se construyesen, pero las trifulcas con Göring se volvieron cada vez más amargas. Göring mostró su desprecio por la rama naval aérea informando a Hitler y Raeder, mientras ordenaba que las aeronaves para el Graf Zeppelin pudiesen estar disponibles sólo a finales de 1944. Las tácticas dilatorias de Göring funcionaron.
Los trabajos en los portaaviones se hicieron con irregularidad desde el principio. El Flugzeugträger B se abandonó en 1940. La escasez de trabajadores y materiales minaron al Graf Zeppelin.
Antes de la botadura, el énfasis del grupo aéreo del portaaviones en el reconocimiento fue similar al concepto contemporáneo de la Royal Navy. El ala aérea iba a ser originalmente de 20 biplanos Fieseler Fi 167 para exploración y ataque con torpedos, diez cazas Messerschmitt Bf 109T y trece bombarderos en picado Junkers Ju 87G. El énfasis cambió hacia la capacidad ofensiva después de observar las operaciones de los portaaviones japoneses contra China en 1937. El bajo rendimiento de los Fi 167 motivó el cambio del proyecto a 30 Messerschmitt Bf 109T y doce bombarderos Junkers en picado.
Presionado por Raeder, Hitler ordenó a Göring producir aviones de serie y, bajo esta presión, el mariscal del aire ofrece versiones rediseñadas de los Junkers Ju 87b Stuka y del Messerschmitt Bf 109E, que en ese momento se está eliminando gradualmente de los escuadrones de primera línea de la Luftwaffe. Raeder no estaba satisfecho, pero tuvo que aceptar o no recibiría ninguno (incluida la insistencia de Göring de que el personal de vuelo debería seguir bajo el mando de la Luftwaffe). Todo esto dio lugar a otro retraso en la construcción de los aviones: las instalaciones en la cabina de vuelo debían modificarse.
Más tarde, en 1942 los proyectos de los aviones navales incluían el Me 155 V2 y el Ju 87E (una versión D) navalizado. Ninguno de los Ju 87E se completaron.
En 1943, Hitler estaba desencantado con la marina. Raeder fue relevado a petición propia, y Karl Dönitz, el almirante de submarinos, ocupó el máximo puesto naval. Los trabajos se detuvieron con el 95% del portaaviones completado; todo el armamento fue desmontado y trasladado a baterías costeras en Noruega. El casco fue utilizado para almacenar madera para la Kriegsmarine. 
Con la guerra dando sus últimos coletazos, en abril de 1945 y con el portaaviones fondeado en Stettin (en la actual Polonia), el capitán Wolfgang Kähler dio la orden de volar el buque para evitar que cayese en manos soviéticas.

## Destino después de la guerra

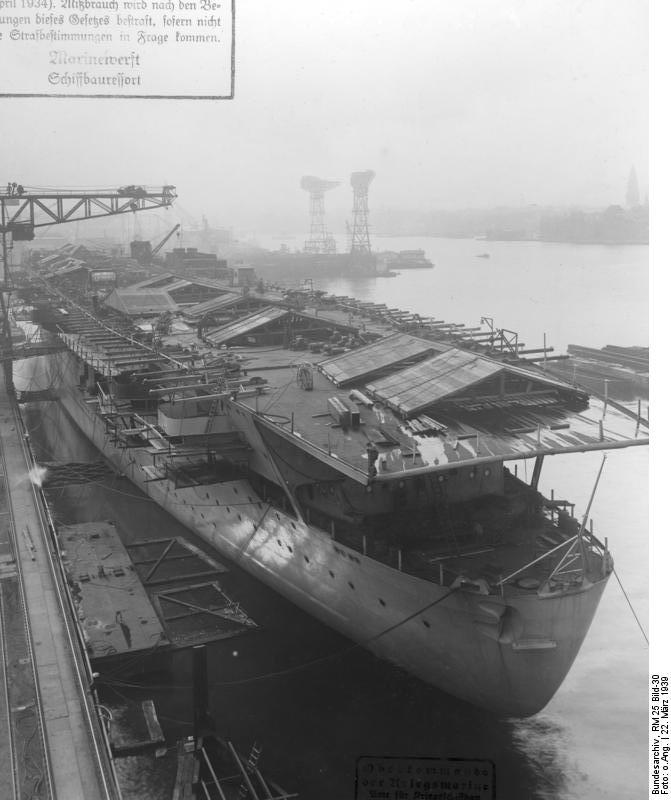
Construcción del portaaviones.

El destino del portaaviones después de la rendición de Alemania no estuvo claro durante décadas tras la guerra. Según los términos de la Alianza de la Comisión Tripartita, un  buque de "categoría C" (saboteado o dañado) debería haber sido destruido o hundido en las aguas profundas el 15 de agosto de 1946. En cambio, los soviéticos decidieron reparar los daños del buque y reflotarlo en marzo de 1946. La última foto conocida de la nave lo muestra dejando Swinemünde el 7 de abril de 1947 (ver foto). La foto parece mostrar la cubierta de carga aérea con varios contenedores, cajas y elementos de construcción. Por lo tanto, se supone que probablemente se utilizó para el transporte de equipos saqueados de fábricas de Polonia y Alemania a la Unión Soviética.
Durante muchos años, no se dispuso de ninguna otra información sobre el destino del buque. Hubo algunas especulaciones de que era muy poco probable que el casco llegara a Leningrado, como se afirmó de que los servicios de inteligencia occidentales habrían observado la llegada de un buque grande e inusual. Esto parece implicar que el casco se perdió en el mar durante la transferencia entre Świnoujście y Leningrado. Una fuente llegó a la conclusión de que golpeó una mina al norte de Rügen el 15 de agosto de 1947, pero Rügen, al oeste de Swinemünde, no está en la ruta de navegación a Leningrado. Parece más probable que fuera más al norte en el Golfo de Finlandia, muy difícil por las zonas minadas del oeste.
Después de la apertura de los archivos soviéticos, se arrojó nueva luz sobre el misterio. Aunque algunos creían que el portaaviones fue remolcado a Leningrado después de la guerra, en su libro "Sin alas, la historia del portaaviones de Hitler", Burke lo discute. Lo que se sabe es que el portaaviones fue brevemente designado como "PO-101" (Base Flotante Número 101) hasta que, el 16 de agosto de 1947, fue utilizado como un barco objetivo de la práctica soviética de buques y aeronaves. Al parecer los soviéticos instalaron bombas aéreas en la cabina de vuelo, en los hangares e incluso dentro de los hangares (para simular una carga de municiones de combate), y luego lanzaron bombas desde aviones y dispararon obuses y torpedos en la reunión. Con este ataque cumplieron tanto con el mandato tripartito (aunque con retraso) y proporcionaron a los soviéticos experiencia para el hundimiento de portaaviones. En este punto, la Guerra Fría estaba en marcha, y los soviéticos eran muy conscientes de la gran cantidad y el centro de importancia de los portaaviones en la Marina de los EE. UU., que en el caso de una verdadera guerra entre la Unión Soviética y los Estados Unidos serían objetivos de gran importancia estratégica. Después de ser golpeado por 24 bombas y proyectiles, el buque no se hundió y tuvo que ser rematado por dos torpedos. La posición exacta de los restos del naufragio permaneció desconocida durante décadas.

## Hallazgo en 2006

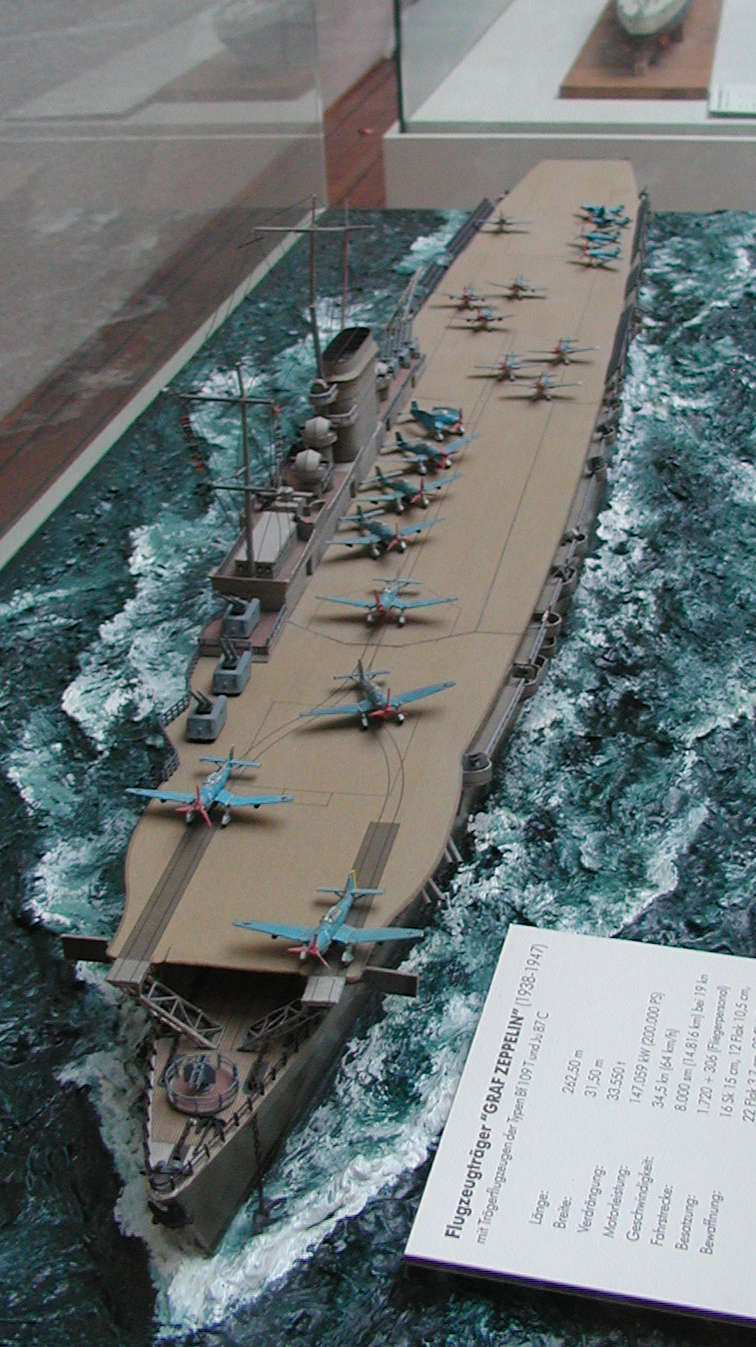
Vista delantera de un modelo del Graf Zeppelin

Expertos de la marina polaca han identificado un pecio hallado en el fondo del Báltico como el Graf Zeppelin. Según informaron, no cabe la menor duda de que el casco encontrado al norte del puerto de Wladyslawowo perteneció al portaaviones alemán. Las investigaciones para analizar el hallazgo fueron realizadas por el barco polaco ORP Arctowski, después de que el portaaviones fuera descubierto en junio por los trabajadores del grupo Petrobaltic, empresa que busca yacimientos de gas en el Báltico. 
El Graf Zeppelin, un buque gigante de casi 260 m de largo, yace a una profundidad de 87 m, pero no constituye un peligro para la navegación, porque su punto más elevado se encuentra 60 m debajo de la superficie del agua. Ahora, un equipo de expertos planea rescatar los artefactos de la nave.